# Ciwaru (Ciwaru)
Ciwaru is een bestuurslaag in het regentschap Kuningan van de provincie West-Java, Indonesië. Ciwaru telt 6918 inwoners (volkstelling 2010).